# Coptosapelta
Coptosapelta, biljni rod iz porodice broćevki smješten u tribus Coptosapelteae. Sastoji se od 16 priznatih vrsta rasprostranjenih po jugoistočnoj Aziji.
Rod jer opisan u Nederlandsch Kruidkundig Archief. Verslangen en Mededelingen der Nederlandsche Botanische Vereeniging 2(2): 112. 1851.

## Vrste
1. Coptosapelta beccarii Valeton
2. Coptosapelta carrii Merr. & L.M.Perry
3. Coptosapelta diffusa (Champ. ex Benth.) Steenis
4. Coptosapelta fuscescens Valeton
5. Coptosapelta griffithii Hook.f.
6. Coptosapelta hameliiblasta (Wernham) Valeton
7. Coptosapelta hammii Valeton
8. Coptosapelta janowskii Valeton
9. Coptosapelta laotica Valeton
10. Coptosapelta lutescens Valeton
11. Coptosapelta maluensis Valeton
12. Coptosapelta montana Korth. ex Valeton
13. Coptosapelta olaciformis (Merr.) Elmer
14. Coptosapelta parviflora Ridl.
15. Coptosapelta tomentosa (Blume) Valeton ex K.Heyne
16. Coptosapelta valetonii Merr.